# Temnotrochus
Temnotrochus is een geslacht van koralen uit de familie van de Schizocyathidae.

## Soort
- Temnotrochus kermadecensis Cairns, 1995